# Пукениј Мари (Прахова)
Пукениј Мари (рум. Puchenii Mari) насеље је у Румунији у округу Прахова у општини Пукениј Мари. Oпштина се налази на надморској висини од 103 m.

## Становништво
Према подацима из 2002. године у насељу је живело 9009 становника, од којих су сви румунске националности.

### Хронологија
| Година       | 1992 | 1993 | 1994 | 1995 | 1996 | 1997 | 1998 | 1999 | 2000 | 2001 | 2002 | 2003 | 2004 | 2005 | 2006 | 2007 | 2008 | 2009 | 2010 | 2011 | 2012 | 2013 | 2014 | 2015 | 2016 | 2017 |
| ------------ | ---- | ---- | ---- | ---- | ---- | ---- | ---- | ---- | ---- | ---- | ---- | ---- | ---- | ---- | ---- | ---- | ---- | ---- | ---- | ---- | ---- | ---- | ---- | ---- | ---- | ---- |
| Становништво | 9126 | 9110 | 9090 | 9056 | 9021 | 9001 | 9016 | 8971 | 8898 | 8884 | 8864 | 8848 | 8816 | 8829 | 8825 | 8789 | 8770 | 8726 | 8719 | 8663 | 8603 | 8577 | 8506 | 8430 | 8428 | 8366 |